# Urawa no Usagi-chan
Urawa no Usagi-chan (浦和の調ちゃん) est une série télévisée d'animation japonaise produite par le studio A-Real et réalisée par Mitsuyuki Ishibashi. Elle est diffusée à partir du 10 avril 2015 sur TVS au Japon et en simulcast sur Crunchyroll dans les pays francophones. Une deuxième saison est annoncée pour juillet 2022.

## Synopsis
La série se déroule à Urawa dans la ville de Saitama.

## Personnages
Les huit personnages principaux représentent les gares de la préfecture de Saitama qui comportent le terme « Urawa ». Les principaux doubleurs de la série sont issus de la préfecture de Saitama.
Usagi Takasago (高砂 調, Takasago Usagi)
Voix japonaise : Asami Seto
Minami Oyaba (大谷場 南, Oyaba Minami)
Voix japonaise : Keiko Watanabe
Tokiwa Kamikizaki (上木崎 常盤, Kamikizaki Tokiwa)
Voix japonaise : Satomi Akesaka
Saiko Numakage (沼影 彩湖, Numakage Saiko)
Voix japonaise : Rumi Ōkubo
Kojika Bessho (別所 子鹿, Bessho Kojika)
Voix japonaise : Miyu Kubota
Sakura Tajima (田島 桜, Tajima Sakura)
Voix japonaise : Yo Taichi
Midori Saido (道祖土 緑, Saido Midori)
Voix japonaise : Hisako Tojo
Misono Mimuro (三室 美園, Mimuro Misono)
Voix japonaise : Nao Tamura

## Anime
Urawa no Usagi-chan est une création originale de la chaîne japonaise Television Saitama. Il s'agit d'épisodes courts de moins de cinq minutes se déroulant à Urawa. La série est diffusée à partir du 10 avril 2015 au Japon et en simulcast sur Crunchyroll dans les pays francophones.
Initialement prévue pour 2017, une deuxième saison reprenant la même distribution est finalement reportée à juillet 2022.

### Liste des épisodes
| No | Titre en français                                              | Titre original                                                          | Date de 1re diffusion |
| -- | -------------------------------------------------------------- | ----------------------------------------------------------------------- | --------------------- |
| 1  | Pourvu qu'aujourd'hui soit une bonne journée                   | 今日もいい日でありますように Kyō mo ii hi de arimasu yō ni              | 10 avril 2015         |
| 2  | Allons au club !                                               | 部活へ行こう! Bukatsu e ikō!                                            | 17 avril 2015         |
| 3  | Le vent apporte la nouvelle, aujourd’hui à l’heure du thé      | 風、語りかける今日この頃 Kaze, katarikakeru kyō kono Goro               | 24 avril 2015         |
| 4  | L’ange sauvage d’Urawa arrive !                                | 浦和の暴走天使 沼影彩湖登場！ Urawa no bōsō tenshi Numakage saiko tōjō! | 1er mai 2015          |
| 5  | Dans la vie, on est souvent perdu                              | 人生は迷いの連続である Jinsei wa mayoi no renzoku de aru                | 8 mai 2015            |
| 6  | Ninja girl, identity                                           | ニンジャガール・アイデンティティ Ninja gāru aidentiti                   | 15 mai 2015           |
| 7  | Le retour des rencontres arrangées                             | お見合いの時期は突然に Omiai no Jiki wa Totsuzen ni                     | 22 mai 2015           |
| 8  | Le conseil des élèves VS le club des chemins de fer (partie I) | 衝突!! 生徒会 VS 鉄道部 その壱 Shōtotu!! Sētokai VS Tetsudōbu Sono Ichi | 29 mai 2015           |
| 9  | Quiz Saitamania, la finale !                                   | 決戦! クイズサイタマニア Kessen! Kuizu Saitamania                       | 5 juin 2015           |
| 10 | Prenons soin de notre casier !                                 | ロッカーは大事に使いましょう Rokkā wa daiji ni tsukaimashō              | 12 juin 2015          |
| 11 | Surtout, ne pas intervenir !                                   | 突っ込んだら、そこで負け! Tsukkondara, soko de make!                    | 19 juin 2015          |
| 12 | Pourvu que demain soit une bonne journée                       | 明日もいい日になりますように Ashita mo ii hi ni narimasu yō ni          | 26 juin 2015          |